# エフゲニー・ティシェンコ
エフゲニー・アンドレイビッチ・ティシェンコ（Evgeny Andreyevich Tishchenko 、ロシア語: Евгений Андреевич Тищенко、1991年7月15日 - ）は、ロシアのプロボクサー。クラスノダール地方カネフスカヤ出身。リオデジャネイロオリンピックヘビー級金メダリスト。

## 来歴

### アマチュア時代
2009年にロシアのナショナルチーム入りをして以降頭角を現し、2013年にカザンで行われたユニバーシアードを優勝した。
2013年、世界選手権でクレメンテ・ルッソに敗れ銀メダルを獲得した。
2015年、世界選手権で前回の雪辱を晴らす優勝を遂げた。
2016年、リオデジャネイロオリンピックでは金メダルを獲得したが、決勝戦の判定が不可解な判定であったため、メダルの授与式では観客からブーイングが起こった。

### プロ時代
2018年8月19日、エカテリンブルクのDIVSでプロデビュー。
2019年6月16日、エカテリンブルクのKRK・ウラレツでアブラハム・タブルとWBOインターコンチネンタルクルーザー級王座決定戦を行い、初回2分49秒TKO勝ちを収め王座を獲得した。
2019年11月2日、エカテリンブルクのRCC・ボクシング・アカデミーでイサ・アクベルバエフと対戦し、6回終了時にアクベルバエフが棄権した為TKO勝ちを収め初防衛に成功した。
2020年11月7日、エカテリンブルクのRCC・ボクシング・アカデミーでジョン・マッカラムとWBOヨーロッパクルーザー級王座決定戦を行い、2回2分7秒KO勝ちを収め王座を獲得した。
2021年3月27日、エカテリンブルクのRCC・ボクシング・アカデミーでWBC世界クルーザー級シルバー王者のサビソ・ムチュヌとWBC世界クルーザー級挑戦者決定戦を行い、12回0-3（111-117×2、109-119）の判定負けを喫し王座の獲得とイルンガ・マカブへの挑戦権獲得に失敗した。
2021年9月11日、エカテリンブルグのRCC・ボクシング・アカデミーでディミトリー・クドリャショフとWBCインターナショナルクルーザー級王座決定戦を行い、10回3-0（100-89×2、99-90）の判定勝ちを収め王座を獲得した。
2023年12月9日、ドバイのアガンダ・アリーナでWBAが新たに設置したWBA世界スーパークルーザー級初代王座決定戦を、WBA世界スーパークルーザー級2位のレオン・ハースと行い、6回2分45秒KO勝ちを収め王座を獲得した。しかし、2024年3月30日にドバイの中東プロボクシング委員会がWBAに試合後に行った薬物検査でティシェンコから2-アミノ-5-メチルヘキサンの陽性反応が検出されたことを報告、その後4月5日にBサンプルを検査したがAサンプルと同じ禁止物質の陽性反応が検出されたため、同年5月22日付でWBAは試合結果を無効試合に変更した上でティシェンコから王座認定取り消しの措置を下し、中東プロボクシング委員会はティシェンコに1年間の出場停止処分を下した。

## 戦績
- アマチュアボクシング：107戦 97勝 10敗
- プロボクシング：14戦 12勝 (7KO) 1敗 1無効試合

| 戦           | 日付           | 勝敗 | 時間    | 内容    | 対戦相手                       | 国籍             | 備考                                                                       |
| ------------ | -------------- | ---- | ------- | ------- | ------------------------------ | ---------------- | -------------------------------------------------------------------------- |
| 1            | 2018年8月19日  | ☆    | 5R 2:23 | TKO     | ウィリアムス・オカンド         | ベネズエラ       | プロデビュー戦                                                             |
| 2            | 2018年10月13日 | ☆    | 6R      | 判定3-0 | アルッシュ・サルキシュアン     | ロシア           |                                                                            |
| 3            | 2018年11月24日 | ☆    | 2R 1:38 | TKO     | クリストバル・マリシャル       | メキシコ         |                                                                            |
| 4            | 2019年2月22日  | ☆    | 8R      | 判定3-0 | ホセ・グレゴリオ・ウルイシュ   | アルゼンチン     |                                                                            |
| 5            | 2019年6月16日  | ☆    | 1R 2:49 | TKO     | アブラハム・タブル             | ガーナ           | WBOインターコンチネンタルクルーザー級王座決定戦                            |
| 6            | 2019年11月2日  | ☆    | 6R 終了 | TKO     | イサ・アクベルバエフ           | カザフスタン     | WBOインターコンチネンタル防衛1                                             |
| 7            | 2020年3月17日  | ☆    | 3R 1:41 | KO      | マルコス・アントニオ・アウマダ | アルゼンチン     |                                                                            |
| 8            | 2020年11月7日  | ☆    | 2R 2:07 | TKO     | ジョン・マッカラム             | イギリス         | WBOヨーロッパクルーザー級王座決定戦                                        |
| 9            | 2021年3月27日  | ★    | 12R     | 判定0-3 | サビソ・ムチュヌ               | 南アフリカ共和国 | WBCシルバー世界クルーザー級タイトルマッチ・WBC世界クルーザー級挑戦者決定戦 |
| 10           | 2021年9月11日  | ☆    | 10R     | 判定3-0 | ディミトリー・クドリャショフ   | ロシア           | WBCインターナショナルクルーザー級王座決定戦                                |
| 11           | 2022年7月9日   | ☆    | 4R 2:17 | TKO     | クレイシュ・サゴフ             | ロシア           |                                                                            |
| 12           | 2022年12月11日 | ☆    | 10R     | 判定3-0 | アルツール・マン               | ドイツ           |                                                                            |
| 13           | 2023年5月6日   | ☆    | 10R     | 判定2-1 | イェベス・ヌガブ               | ベルギー         |                                                                            |
| 14           | 2023年12月9日  | –    | 6R 2:45 | NC      | レオン・ハース                 | ドイツ           | WBA世界スーパークルーザー級王座決定戦→王座認定取り消し                     |
| テンプレート |                |      |         |         |                                |                  |                                                                            |

## 獲得タイトル
- リオデジャネイロオリンピックヘビー級金メダル
- WBOヨーロッパクルーザー級王座
- WBOヨーロッパクルーザー級王座
- WBCインターナショナルクルーザー級王座